# Bieniów (województwo lubelskie)
Bieniów – kolonia w Polsce położona w województwie lubelskim, w powiecie chełmskim, w gminie Rejowiec.
W latach 1975–1998 miejscowość administracyjnie należała do województwa chełmskiego. Od 1 stycznia 2006 wchodzi w skład powiatu chełmskiego (przedtem krasnostawskiego). 
Wieś wchodzi w skład sołectwo gminy Rejowiec, obejmujące Bieniów i Niemirów. Według Narodowego Spisu Powszechnego z roku 2011 wieś liczyła 50 mieszkańców i była najmniejszą co do liczby ludności miejscowością gminy.
Wierni Kościoła rzymskokatolickiego należą do parafii Chrystusa Pana Zbawiciela w Podgórzu.